# Ex aequo et bono
Ex aequo et bono (em português, "conforme o correto e válido") é uma expressão jurídica latina. No contexto da arbitragem, ela é utilizada quando as partes optam por conferir aos árbitros o poder de decidir o conflito, com base em seu leal saber e entender. Assim, a questão é resolvida conforme o senso de justiça dos árbitros, que pode, inclusive, vir a ser contrário ao disposto na legislação aplicável.